# Лобойківська сільська рада
| Лобойківська сільська рада — колишній орган місцевого самоврядування у Петриківському районі Дніпропетровської області з адміністративним центром у с. Лобойківка. Сільській раді підпорядковані населені пункти: - с. Лобойківка |

## Склад ради
Рада складалася з 20 депутатів та голови.

## Керівний склад сільської ради
| ПІБ                              | Основні відомості                                                         | Дата обрання | Дата звільнення |
| -------------------------------- | ------------------------------------------------------------------------- | ------------ | --------------- |
| Грива Іван Павлович              | Сільський голова, 1949 року народження, освіта, безпартійний              | 26.03.2006   | 31.10.2010      |
| Лук'яненко Валентин Валентинович | Сільський голова, 1951 року народження, освіта вища, член Партії регіонів | 31.10.2010   | 16.12.2012      |
| Можний Вадим Дмитрович           | Сільський голова, 1971 року народження, освіта вища, член Партії регіонів | 16.12.2012   |                 |

Примітка: таблиця складена за даними джерела